# Anaxipha pulchra
Anaxipha pulchra är en insektsart som beskrevs av Roger Roy 1965. Anaxipha pulchra ingår i släktet Anaxipha och familjen syrsor. Inga underarter finns listade i Catalogue of Life.